# Estadio El Fortín (Rawson)
El estadio El Fortín es un estadio de fútbol ubicado en la ciudad de Rawson, Chubut. Es uno de los pocos estadios de la Liga del Valle con superficie de césped natural.[cita requerida]
Allí hace las veces de local Germinal tanto en sus partidos por la Liga del Valle, como por el Torneo Federal A.
En el diciembre de 2014 se disputó la final del Torneo Nacional de Fútbol Femenino, donde San Martín de Tucumán se consagró campeón por tercera vez consecutiva al vencer a San Jorge de Santa Fe.

## Historia
La primera cancha del verde se ubicaba en las calles San Martín y Luis Costa, predio que hoy ocupan los talleres de la gobernación y la banda de música de la policía provincial. Más tarde se trasladó el campo de juego a pocos metros sobre la ruta que conduce a Playa Unión.
A mediados de la década del 60, Germinal vende los terrenos y algunas instalaciones (que pretendían ser parte de la futura sede social) a la XXIV Agrupación de Gendarmería Nacional y con el importe se decide la compra de los terrenos actualmente situados sobre la ruta provincial N° 7. En dichos terrenos comenzó a tomar forma el viejo Fortín. 
Entre los años 1990 y 1992, se dio comienzo a la remodelación del estadio, construyendo en primera instancia la tribuna popular denominada “Mulco” y las populares cabeceras. Finalmente para 1995 se completaron los codos y se aumentó la capacidad de las plateas además de remodelar y modernizar los vestuarios con el fin de participar en el Torneo Argentino A de ese año. Pero quizás uno de los logros más importantes en cuanto a infraestructura se refiere fue la concreción de la cancha de césped. El Fortín en su esplendor fue inaugurado el 17 de septiembre de 1995 jugando un partido amistoso contra Ferro Carril Oeste de Capital Federal.